# Helina liupanshanensis
Helina liupanshanensis är en tvåvingeart som beskrevs av Yang och Ma 2000. Helina liupanshanensis ingår i släktet Helina och familjen husflugor.
Artens utbredningsområde är Ningxia (Kina). Inga underarter finns listade i Catalogue of Life.